# Satmar
Satmar (Hebreeuws: חסידות סאטמאר) is naar schatting een van de grootste chassidische bewegingen in de wereld; het aantal aanhangers wordt op circa 100.000 geschat. Satmar is afkomstig uit Satu Mare, een stad in Roemenië (destijds Hongarije). Zij is tegen ieder iedere vorm van zelfbeschikkend zionisme, dat niet wil wachten op goddelijk ingrijpen (in de vorm van de Messias) om de Joden terug te brengen naar het Land van Israël. Tot zijn komst moet men loyale wetsgetrouwe Joden zijn in de Ballingschap. De beweging is dus gekant tegen de staat Israël, die zij als ongehoorzaamheid aan de goddelijke wil beschouwt en dus als onjoods. De Satmar-gemeenschap leeft in een zelfgekozen isolement volgens hun opvatting van de Thora.
De beweging heeft haar basis in de wijk Williamsburg in Brooklyn, New York, waar ongeveer 60.000 aanhangers wonen. Daarnaast heeft de beweging een eigen dorp, genaamd Kiryas Joel, niet ver van New York. Kiryas Joel heeft circa 15.000 inwoners, bijna alleen Satmarer chassidim.
Buiten de regio New York wonen in Antwerpen, Buenos Aires, Londen, Manchester, Jeruzalem en Bnei Brak grote concentraties van Satmarer chassidim.

## Geschiedenis

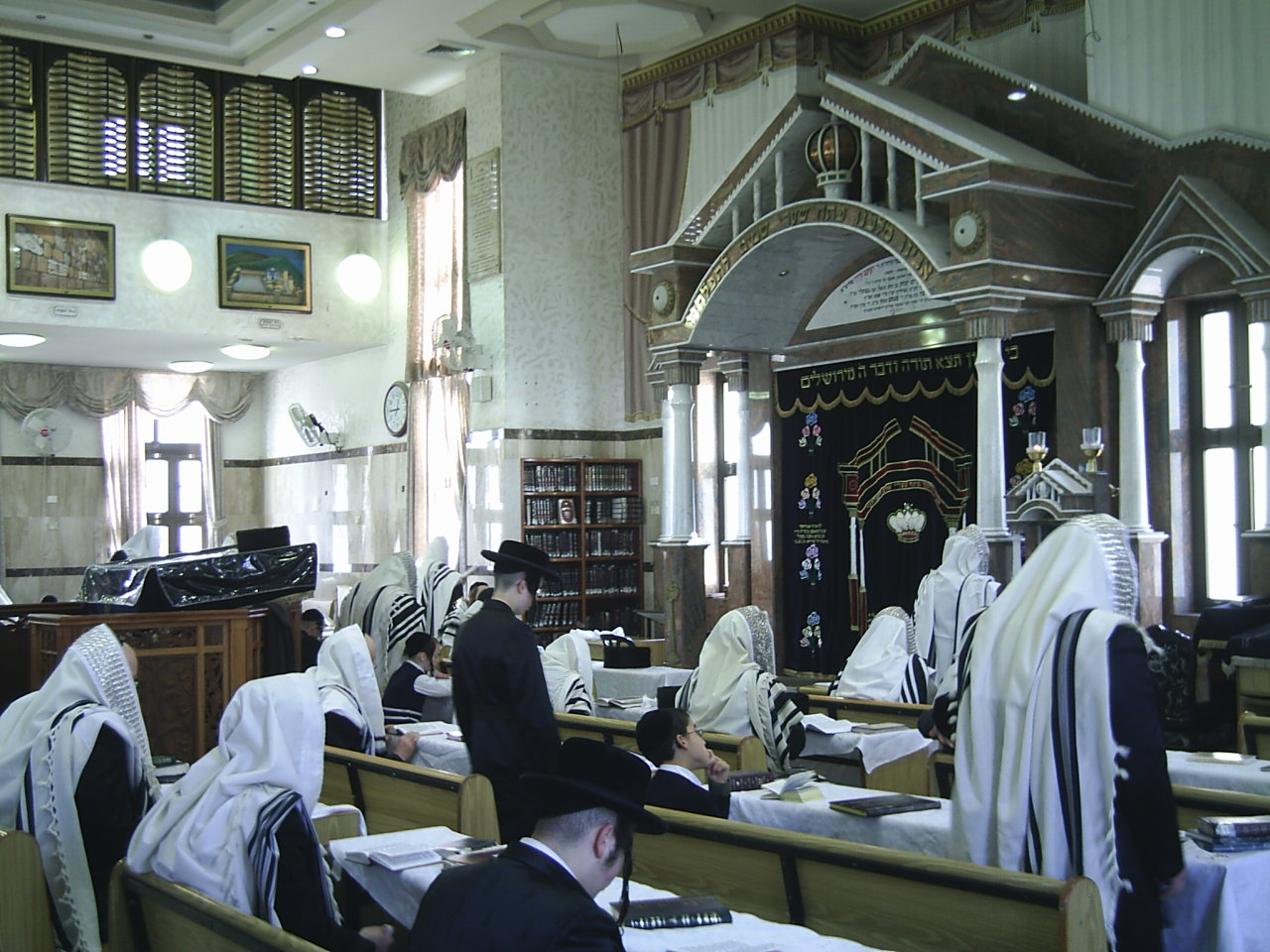
Sjachariet in beis medrasj Vayoel Moshe van Satmer te Jeruzalem

Tot Grootrabbijn Joel Teitelbaum naar Satu Mare verhuisde om daar opperrabbijn te worden stond de beweging bekend als "Sighet" (Sighet is een van oorsprong Hongaarse stad nabij Satu Mare in het tegenwoordige Roemenië) in plaats van Satmar. Ook heden ten dage gebruikt een kleine groep nog de naam Sighet; deze groep is echter sterk verwant aan Satmar en praktisch gezien een subgroep ervan.
Tot de vorige Satmer Rebbe, Grootrabbijn Moshe Teitelbaum, was de volgende Rebbe telkens een zoon van de oude Rebbe. Van Grootrabbijn Joel Teitelbaum overleden echter al zijn kinderen tijdens zijn leven; daarom werd hij opgevolgd door zijn neef Grootrabbijn Moshe Teitelbaum. Hij overleed op 24 april 2006 op 91-jarige leeftijd.
Zijn voorganger, grootrabbijn Joel Teitelbaum, was een van de beroemdste en felste tegenstanders van het zionisme in de gehele joodse wereld. Grootrabbijn Joel Teitelbaum schreef daarover het boek Vayoel Moshe, waarin hij uitgebreid verklaart waarom het zionisme een totaal foute ideologie is die rechtstreeks tegen de Tora in gaat.
Het 13.000 inwoners tellende Satmer-dorp Kiryas Joel heeft de laagste statistische gemiddelde leeftijd van bewoners van alle plaatsen in Amerika met meer dan 5000 inwoners. In het chassidisch jodendom is het niet abnormaal voor een gezin om 10 of meer kinderen te hebben.

### Rebbes
- Grootrabbijn Moshe Teitelbaum (de eerste) (1759-1841) (de Yismach Moshe)
- Grootrabbijn Elazar Nissan Teitelbaum (zoon van de Yismach Moshe)
- Grootrabbijn Yekusiel Yehudah Teitelbaum (de Yetev Lev, zoon van Rebbe Elazar)
- Grootrabbijn Chananiah Yom Tov Lipa Teitelbaum (de Kedushas Yom Tov, zoon van de Yetev Lev)
- Grootrabbijn Chaim Tzvi Teitelbaum (de Atzei Chaim, zoon van de Kedushas Yom Tov)
- Grootrabbijn Joel Teitelbaum (1887-1979) (de Divrei Yoel en Baal Vayoel Moshe; ook bekend als Reb Yoelish of de Satmar Rebbe in het algemeen)
- Grootrabbijn Moshe Teitelbaum (1914-2006) (de Berach Moshe, zoon van de Atzei Chaim, neef van de Divrei Yoel)
- Grootrabbijn Aharon Teitelbaum (1948-) (zoon van de Berach Moshe)
- Grootrabbijn Zalman Leib Teitelbaum (1952-) (zoon van de Berach Moshe)

## Opvolging van Rabbijn Moshe Teitelbaum

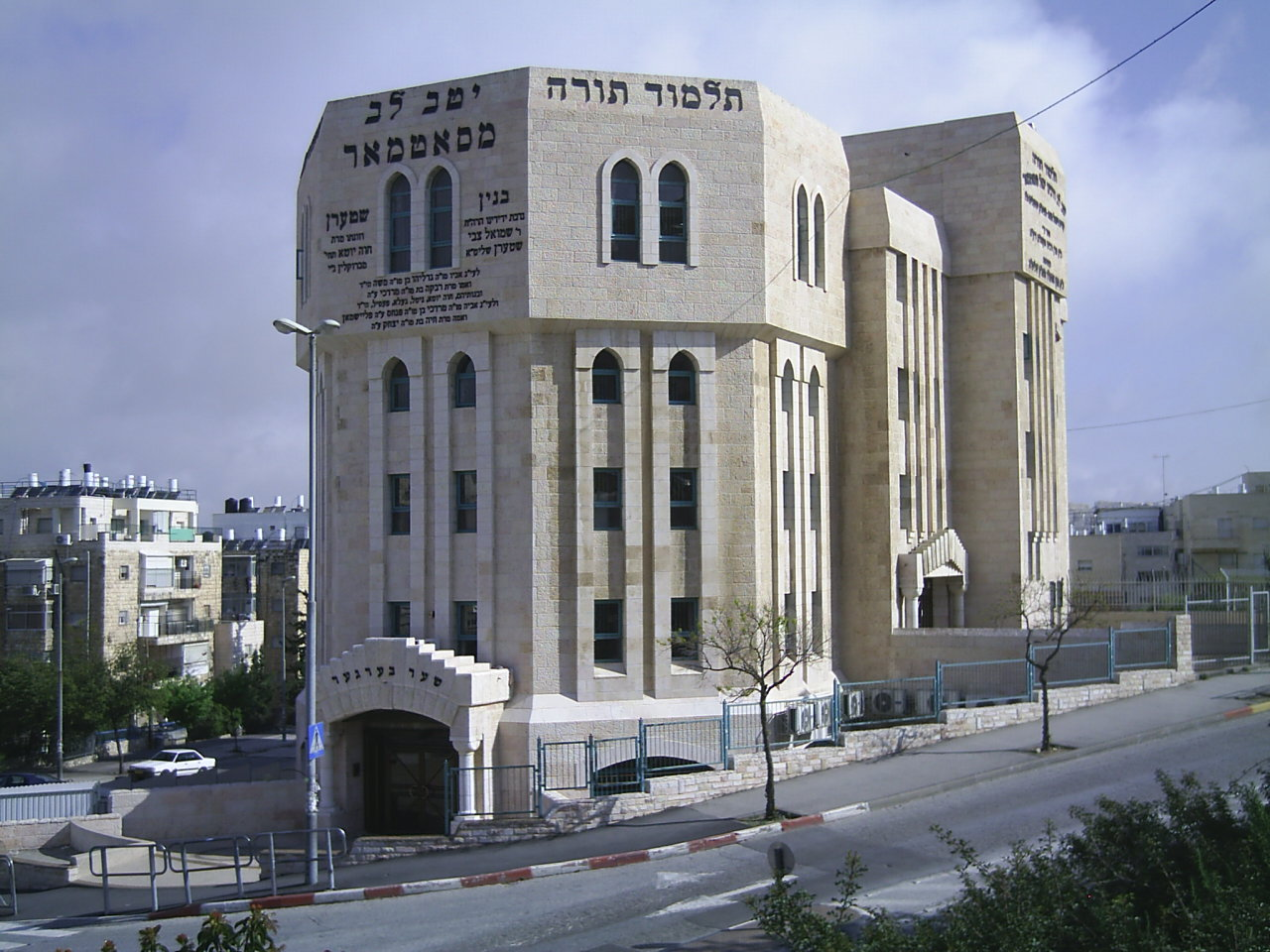
Satmerrer Talmud Torah (jongensschool) in de Jeruzalemse wijk Ezras Torah

De zonen van rabbijn Moshe Teitelbaum zijn verwikkeld in een hevig meningsverschil over de opvolging van hun vader. Beiden claimen het recht op de 'troon' te hebben. Zijn zoon rabbijn Aharon Teitelbaum heeft voornamelijk in Kiryas Joel zijn volgelingen; de andere zoon, rabbijn Zalman Teitelbaum heeft zijn volgelingen voornamelijk in Williamsburg. Verschillende malen is het conflict tussen de broers uitgelopen op fysiek geweld tussen volgelingen van beiden, waarbij gewonden vielen en de politie met harde hand in moest grijpen. Momenteel loopt tevens een uiterst gecompliceerde rechtszaak in de seculiere rechtbanken in New York over deze zaak; het verhaal doet de ronde dat rechters tot alles bereid zijn om zich niet aan deze zaak te hoeven wagen. Hoe dit verhaal af zal lopen is niet duidelijk, maar de mogelijkheid bestaat dat Satmer, zoals in de chassidische wereld wel vaker gebeurt, zich op zal splitsen in twee nieuwe bewegingen: Satmar-Williamsburg en Satmar-Kiryas Joel.
Het lijkt erop dat Rebbe Moshe in zijn testament Rabbi Zalman tot nieuwe Rebbe benoemde.

## Antizionisme

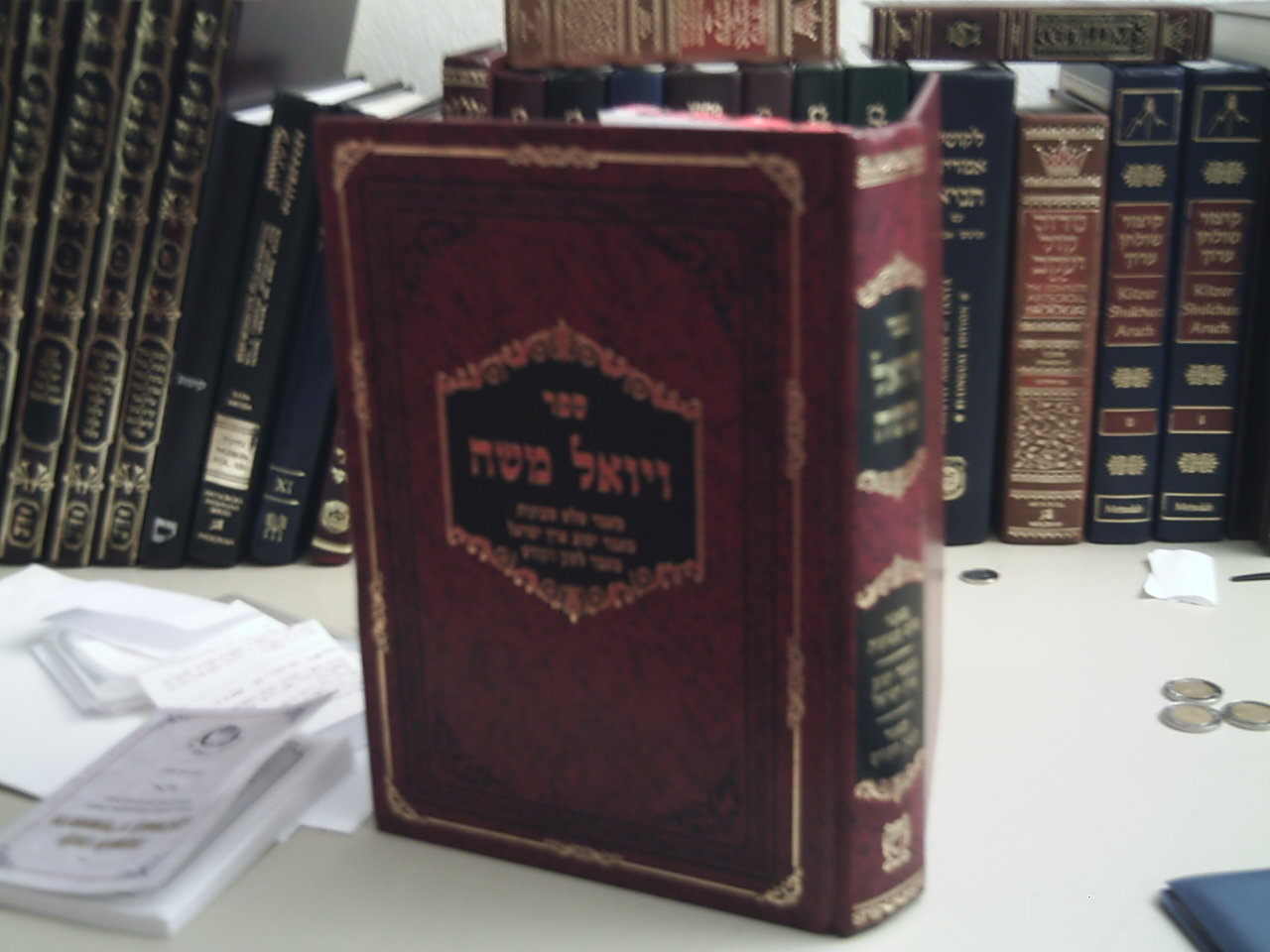
Het boek Vayoel Moshe

Satmar staat bekend om de felle antizionistische houding van de beweging. Een oud-Satmer Rebbe, rabbijn Joel Teitelbaum, schreef daarover het boek Vayoel Moshe. Rebbe Joel, ook wel bekend als 'Reb Yoelish', staat ook wel bekend als de Baal Vayoel Moshe, ofwel 'de man van Vayoel Moshe'. Satmer heeft echter geen banden meer met Neturei Karta, een extreem antizionistische charedische beweging die onder andere Iran bezocht om steun aan president Mahmoud Ahmedinejad te geven.
De reden van het antizionisme staat beschreven in de Talmoed: (Engels)
King Solomon in Song of Songs thrice adjured the "daughters of Jerusalem" not to arouse or bestir the love until it is ready." The Talmud explains that we have been foresworn, by three strong oaths not to ascend to the Holy Land as a group using force, not to rebel against the governments of countries in which we live, and not by our sins, to prolong the coming of moshiach; as is written in Tractate Kesubos 111a .
In het boek Over de verlossing en de verwisseling schrijft rabbijn Joel Teitelbaum het volgende:
En we zullen nu verduidelijken hoe volgens de wijsheid van onze heilige Tora, er zelfs voor een staat die enkel uit rechtvaardige religieuze personen bestaat geen enkele toestemming bestaat om het joods volk tot oorlog over te halen, niet alleen omdat de wetten voor het beginnen van een oorlog tegen een vijand gelden alleen wanneer er een koning en een Sanhedrin zijn, zoals in de Gemara en joodse wetboeken staat, (en een koning en Sanhedrin zullen er pas zijn nadat de Messias gekomen is) maar ook omdat er geen kans is dat onze Tora ooit het op het spel zetten van joodse levens voor een staat van ketters zou toestaan, en de zielen van het joods volk hiermee te riskeren, enkel voor de bescherming van hun staat en het overeind houden van hun regering, wat een immens verbod en een afschuwelijke schande is.